# Giro del Lussemburgo 2006
Il Giro del Lussemburgo 2006, settantesima edizione della corsa, si svolse dal 31 maggio al 4 giugno su un percorso di 683 km ripartiti in 4 tappe più un cronoprologo, con partenza e arrivo a Lussemburgo. Fu vinto dallo statunitense Christian Vande Velde della Team CSC davanti al polacco Tomasz Brozyna e al danese Allan Johansen.

## Tappe
| Tappa  | Data      | Percorso                                      | km    | Vincitore di tappa | Leader cl. generale   |
| ------ | --------- | --------------------------------------------- | ----- | ------------------ | --------------------- |
| Prol.  | 31 maggio | Lussemburgo > Lussemburgo (cron. individuale) | 2,3   | Kim Kirchen        | Kim Kirchen           |
| 1ª     | 1º giugno | Lussemburgo > Mondorf-les-Bains               | 168,6 | Allan Johansen     | Kim Kirchen           |
| 2ª     | 2 giugno  | Schifflange > Differdange                     | 187,4 | Paul Martens       | Marco Serpellini      |
| 3ª     | 3 giugno  | Wiltz > Diekirch                              | 175,1 | Jonas Ljungblad    | Christian Vande Velde |
| 4ª     | 4 giugno  | Mersch > Lussemburgo                          | 149,4 | Stefano Garzelli   | Christian Vande Velde |
| Totale | Totale    | Totale                                        | 683   |                    |                       |

## Dettagli delle tappe

### Prologo
- 31 maggio: Lussemburgo > Lussemburgo (cron. individuale) – 2,3 km

| Pos. | Corridore            | Squadra         | Tempo |
| ---- | -------------------- | --------------- | ----- |
| 1    | Kim Kirchen          | T-Mobile        | 3'55" |
| 2    | László Bodrogi       | Crédit Agricole | a 5"  |
| 3    | Harald Starzengruber | ELK Haus        | a 7"  |

| Pos. | Corridore            | Squadra         | Tempo |
| ---- | -------------------- | --------------- | ----- |
| 1    | Kim Kirchen          | T-Mobile        | 3'55" |
| 2    | László Bodrogi       | Crédit Agricole | a 5"  |
| 3    | Harald Starzengruber | ELK Haus        | a 7"  |

### 1ª tappa
- 1º giugno: Lussemburgo > Mondorf-les-Bains – 168,6 km

| Pos. | Corridore       | Squadra  | Tempo    |
| ---- | --------------- | -------- | -------- |
| 1    | Allan Johansen  | CSC      | 4h22'40" |
| 2    | Kim Kirchen     | T-Mobile | s.t.     |
| 3    | Matthieu Sprick | Bouygues | s.t.     |

| Pos. | Corridore           | Squadra  | Tempo    |
| ---- | ------------------- | -------- | -------- |
| 1    | Kim Kirchen         | T-Mobile | 4h26'29" |
| 2    | Juan Antonio Flecha | Rabobank | a 14"    |
| 3    | Allan Johansen      | CSC      | s.t.     |

### 2ª tappa
- 2 giugno: Schifflange > Differdange – 187,4 km

| Pos. | Corridore             | Squadra      | Tempo    |
| ---- | --------------------- | ------------ | -------- |
| 1    | Paul Martens          | Skil-Shimano | 4h26'05" |
| 2    | Marco Serpellini      | Unibet.com   | s.t.     |
| 3    | Christian Vande Velde | CSC          | s.t.     |

| Pos. | Corridore             | Squadra      | Tempo    |
| ---- | --------------------- | ------------ | -------- |
| 1    | Marco Serpellini      | Unibet.com   | 8h53'01" |
| 2    | Christian Vande Velde | CSC          | a 3"     |
| 3    | Tomasz Brozyna        | Intel-Action | a 5"     |

### 3ª tappa
- 3 giugno: Wiltz > Diekirch – 175,1 km

| Pos. | Corridore       | Squadra    | Tempo    |
| ---- | --------------- | ---------- | -------- |
| 1    | Jonas Ljungblad | Unibet.com | 4h16'52" |
| 2    | Allan Johansen  | CSC        | s.t.     |
| 3    | Eros Capecchi   | Liquigas   | s.t.     |

| Pos. | Corridore             | Squadra      | Tempo     |
| ---- | --------------------- | ------------ | --------- |
| 1    | Christian Vande Velde | CSC          | 13h09'55" |
| 2    | Tomasz Brozyna        | Intel-Action | a 3"      |
| 3    | Allan Johansen        | CSC          | a 24"     |

### 4ª tappa
- 4 giugno: Mersch > Lussemburgo – 149,4 km

| Pos. | Corridore        | Squadra  | Tempo    |
| ---- | ---------------- | -------- | -------- |
| 1    | Stefano Garzelli | Liquigas | 3h29'54" |
| 2    | Kim Kirchen      | T-Mobile | s.t.     |
| 3    | Roy Sentjens     | Rabobank | s.t.     |

| Pos. | Corridore             | Squadra      | Tempo     |
| ---- | --------------------- | ------------ | --------- |
| 1    | Christian Vande Velde | CSC          | 16h39'49" |
| 2    | Tomasz Brozyna        | Intel-Action | a 10"     |
| 3    | Allan Johansen        | CSC          | a 24"     |

## Classifiche finali

### Classifica generale
| Pos. | Corridore             | Squadra                 | Tempo     |
| ---- | --------------------- | ----------------------- | --------- |
| 1    | Christian Vande Velde | Team CSC                | 16h39'49" |
| 2    | Tomasz Brozyna        | Intel-Action            | a 10"     |
| 3    | Allan Johansen        | Team CSC                | a 24"     |
| 4    | Jonas Ljungblad       | Unibet.com              | a 26"     |
| 5    | Juan Antonio Flecha   | Rabobank                | a 34"     |
| 6    | Bert De Waele         | Landbouwkrediet-Colnago | a 44"     |
| 7    | Johan Coenen          | Unibet.com              | a 48"     |
| 8    | Cyril Lemoine         | Crédit Agricole         | a 50"     |
| 9    | Eros Capecchi         | Liquigas                | a 1'07"   |
| 10   | Roy Sentjens          | Rabobank                | a 1'32"   |